# Estadio Linité
El Estadio Linité (en francés: Stade Linité) es un estadio de usos múltiples en Victoria, Seychelles. Actualmente se utiliza sobre todo para los partidos de fútbol. El estadio tiene capacidad para 10.000 espectadores y fue construido en 1992. El estadio es sede también de la mayoría de los partidos en casa del equipo de fútbol nacional de Seychelles. El estadio recibió en febrero de 2007 una tercera generación de césped artificial, un campo de una estrella, por parte del programa de desarrollo de la FIFA "Ganar en África con África".